# Promotion B
Die Promotion B zum Doktor der Wissenschaften (Dr. sc.) war eine akademische Qualifizierungsform in der DDR. Sie wurde nach sowjetischem Vorbild (siehe „Doktor nauk“) mit der „Verordnung über die akademischen Grade“ vom 6. November 1968 eingeführt und war durch die Promotionsordnungen vom 21. Januar 1969 geregelt. Sie stand Personen offen, die durch die Promotion A im Besitz eines akademischen Grades des „Doktors eines Wissenschaftszweiges“ waren und in der Regel Hochschullehrer werden wollten. Für den Nachweis der Lehrbefähigung als Voraussetzung für eine Berufung zum Hochschullehrer (Hochschuldozent, Professor) musste die Facultas Docendi in einem zusätzlichen Verfahren unabhängig von der Promotion B erworben und mit einer eigenen Urkunde nachgewiesen werden. Nach der Herstellung der deutschen Einheit wurden Promotion B plus Facultas Docendi in der Regel als habilitationsgleichwertige Leistung anerkannt. Es handelte sich bei der Promotion B deshalb nicht um eine bloß neu benannte Habilitation. Ziel war es vielmehr, die akademische Hierarchie abzuflachen. Dazu wurde die Unterscheidung zwischen Habilitation und Promotion auch begrifflich eingeebnet.
Durch die Trennung von Lehrbefähigung in Form der facultas docendi und Promotion B war der Stellenwert der Promotion B zunächst gering. Bis 1972 ging die Zahl der abgelegten Prüfungen zurück. Der hochschulpolitische Kurs wurde daraufhin geändert, denn viele Wissenschaftler hatten ihre fachliche Karriere zugunsten politischer Karrierekriterien vernachlässigt. 1973 wurde die Promotion B deshalb zur Bedingung einer Berufung gemacht. Eine gute „Parteikarriere“ wog mangelnde fachliche Qualifikation bei Berufungen nicht auf. Dadurch wurde der Stellenwert der Promotion B gehoben und die Zahl der Verfahren gesteigert.
Die Ansprüche an die wissenschaftliche Qualität einer Dissertation B waren nach Einschätzung von Wilhelm Bleek und Lothar Mertens „exorbitant“ hoch, da schon die Ansprüche an die Dissertation A sehr hoch angesiedelt gewesen seien. Ende der 1970er-Jahre machte sich der Mangel an qualifizierten Fachkräften in der DDR auch bei der Qualifizierung zur Promotion B bemerkbar. Hochschullehrer wiesen A-Promovierte auf ihre „moralische Verpflichtung“ hin, auch die B-Promotion anzustreben. Gleichzeitig wurde in den 1980er Jahren das Anspruchsniveau gesenkt und 1988 die Ausnahme vorgesehen, dass ein herausragendes Promotionsverfahren A in ein Promotionsverfahren B umgewandelt werden konnte.
Hochschullehrer waren in der DDR nicht nur Forscher, sondern auch Ideologievermittler, sodass an sie auch ideologische Anforderungen gestellt wurden. Die Möglichkeit, durch die Promotion B den höchsten akademischen Grad zu erwerben, hatten promovierte Assistenten oder Oberassistenten, wenn die SED dies unterstützte. Weitere Bedingungen waren, so spezifizierte es die Verfahrensordnung der Humboldt-Universität vom 1. Juni 1974: „[E]ine erfolgreiche Tätigkeit in wissenschaftlichen Kollektiven, die Weiterbildung auf Gebieten des Marxismus-Leninismus, hervorragende Arbeit bei der Gestaltung des entwickelten Sozialismus“. Dadurch, so die Einschätzung des Historikers Ralph Jessen, wurden dem Anforderungsprofil nicht-wissenschaftliche Bestandteile hinzugefügt, die nicht durch die wissenschaftliche Fachgemeinschaft kontrolliert werden konnten.
Es war in der DDR gängige Praxis, mit der Promotion B das Thema der Promotion A zu erweitern. Falls die Promotion B in derselben Fachrichtung erfolgte wie die Promotion A, wurde ein sc. (= „scientiarum“) zum Doktorgrad hinzugefügt. Seit dem Jahre 1991 wurde die Promotion B in den meisten Fällen zu einer Habilitation umgewandelt, wobei im Antragsverfahren bei einer Universität oder wissenschaftlichen Hochschule mit Habilitationsrecht die Urkunden für Promotion B und Facultas Docendi verlangt wurden.
In der Praxis überstieg die Zahl der absolvierten B-Promotionen deutlich den Bedarf an Hochschullehrern und wurde seit Mitte der 1970er Jahre geradezu zu einem Massengrad. Hatte 1950 das Verhältnis von Habilitierten zu Promovierten noch 1:25 betragen, kamen in der zweiten Hälfte der 1970er Jahre auf eine Promotion B vier bis sechs Promotionen A.  Dies entsprach der Absicht der Reformer, die mit der Promotion B einen berufsunspezifischen akademischen Grad ohne Bezug zur Hochschullehre schaffen wollten.